# Diocesi di Macarsca
La diocesi di Macarsca (in latino Dioecesis Machariensis) è stata una sede della Chiesa cattolica suffraganea dell'arcidiocesi di Spalato.

## Storia
La diocesi fu eretta probabilmente durante il secondo sinodo di Salona del 533, quando la città di Muccurum fu eretta a diocesi assieme a quelle di Sarsenterum e Ludrum. Il primo vescovo fu Stefano, che sottoscrisse in penultima posizione gli atti del concilio. Non sono noti altri vescovi nell'antichità e, dopo Stefano, la successione episcopale si interruppe. È  probabile che la giovane diocesi non sopravvisse alla guerra gotica (535-553) che devastò la regione.
La sede fu ripristinata solo nel XIV secolo. Ma la diocesi resistette solo per qualche decennio, in cui i vescovi risiedettero ad Almissa, a Spalato e sull'isola di Macarsca, poi fu nuovamente abbandonata.
Nel 1615 fu ripristinata per la seconda volta e affidata ai francescani croati, che la ressero fino al 1686.
Dal 1698 la diocesi fu compresa nell'ambito della Repubblica di Venezia, in cui il candidato vescovo era presentato dalle autorità veneziane.
La costruzione della cattedrale è iniziata nel 1700 per iniziativa del vescovo Nikola Blanković, rimanendo però incompiuta. Nel 1756 la chiesa è stata consacrata dal vescovo Stjepan Blasković.
Il 30 giugno 1828 la diocesi fu unita all'arcidiocesi di Spalato con la bolla Locum beati Petri di papa Leone XII. A quell'epoca l'intera Dalmazia faceva parte dell'Impero d'Austria.
Il 27 luglio 1969 in forza della bolla Qui vicariam di papa Paolo VI la diocesi di Macarsca è stata unita a quella di Spalato con unione estintiva; il titolo dell'antica sede è mantenuto nell'attuale arcidiocesi di Spalato-Macarsca; tuttavia la chiesa di San Marco di Macarsca ha perso la dignità di concattedrale divenendo una semplice collegiata.

## Cronotassi dei vescovi
- Stefano † (533 - ?)
  - Sede vacante (?-XIV secolo)
- Valentino † (1344 - 1367 deceduto)
- Giacomo † (8 febbraio 1369 - ?)
- Giovanni, O.P. † (18 luglio 1373 - ?)
  - Sede vacante (XIV secolo-1613)
- Bartol Kačić, O.F.M. † (15 giugno 1615 - 25 giugno 1645 deceduto)
- Petar Kačić, O.F.M. † (25 giugno 1646 - 26 marzo 1660 deceduto)
- Marijan Lisnjić, O.F.M. † (11 febbraio 1664 - 3 marzo 1686 deceduto)
  - Sede vacante (1686-1698)
- Nikola Blanković † (19 dicembre 1698 - 10 agosto 1730 deceduto)
- Stefano Blascovich, C.O. † (24 settembre 1731 - novembre 1776 deceduto)
- Fabiano Blascovich † (15 dicembre 1777 - 1820 deceduto)
  - Sede vacante (1820-1828)
  - Sede unita a Spalato (1828-1969)